# Harald Ungi
Harald Ungi (deutsch Harald der Jüngere; auch Harald Eriksson) († 1198 bei Wick) war ein schottischer Adliger. Ab 1184 war er Jarl von Orkney und spätestens ab 1197 auch Earl of Caithness.

## Herkunft
Harald war ein Sohn von Erik Stagbrellir und dessen Frau Ingigerd. Über seine Mutter war er ein Enkel von Jarl Rögnvald von Orkney. Sein Großvater war 1158 ermordet worden, worauf dessen Halb-Cousin Harald Maddadsson alleiniger Jarl von Orkney und Earl of Caithness wurde. Zur Unterscheidung vom älteren Harald Maddadsson wurde Harald Eriksson Harald Ungi genannt.

## Ernennung zum Jarl von Orkney und Earl of Caithness
Vor 1184 erschien Harald Ungi am Hof von König Magnus von Norwegen. Der norwegische König war Oberherr von Orkney, und Harald forderte von ihm, dass er ihm die Hälfte der Inselgruppe als Erbe anerkannte. Möglicherweise hatte ihm der schottische König Wilhelm I. bereits zuvor das halbe Earldom Caithness, das im Besitz von Harald Maddadsson war, zugesagt. Allerdings lag Caithness zu dieser Zeit außerhalb der Macht des schottischen Königs, auch wenn er nominell Oberherr der Region war. 1195 musste sich Harald Maddadsson aber dem norwegischen König Sverre und 1197 dem schottischen König Wilhelm unterwerfen. Zu den Bedingungen des schottischen Königs gehörte, dass Harald Maddadsson die Hälfte von Caithness an Harald Ungi abtreten sollte.

## Kampf gegen Harald Maddadsson
Harald Ungi segelte nach Caithness und fand dort Unterstützung durch seinen Schwager Lifolf. Da sein Vater Erik umfangreiche Besitzungen in Sutherland und Caithness besessen hatte, hatte Harald Ungi keine Schwierigkeiten, dort eine Streitmacht aufzustellen. Der genaue Ablauf des folgenden Konflikts mit Harald Madaddsson, der nicht die Hälfte seiner Besitzungen Harald Ungi überlassen wollte, ist ungeklärt. Harald Maddadsson befand sich zunächst noch in Gefangenschaft des schottischen Königs, kam jedoch 1197 frei. Harald Ungi wollte möglicherweise Orkney angreifen und erobern, doch schließlich wurde er in einem Gefecht bei Wick, nach anderen Angaben bei Clardon Hill in Caithness im Kampf gegen eine Streitmacht von Harald Maddadsson getötet. Caithness fiel wieder an Harald Maddadsson.